# Kathryn D. Sullivan
Pour les articles homonymes, voir Dwyer et Sullivan.
Kathryn Dwyer Sullivan dit Kathy Sullivan est une astronaute américaine née le 3 octobre 1951. C'est la première américaine à avoir effectué une sortie orbitale.

## Biographie

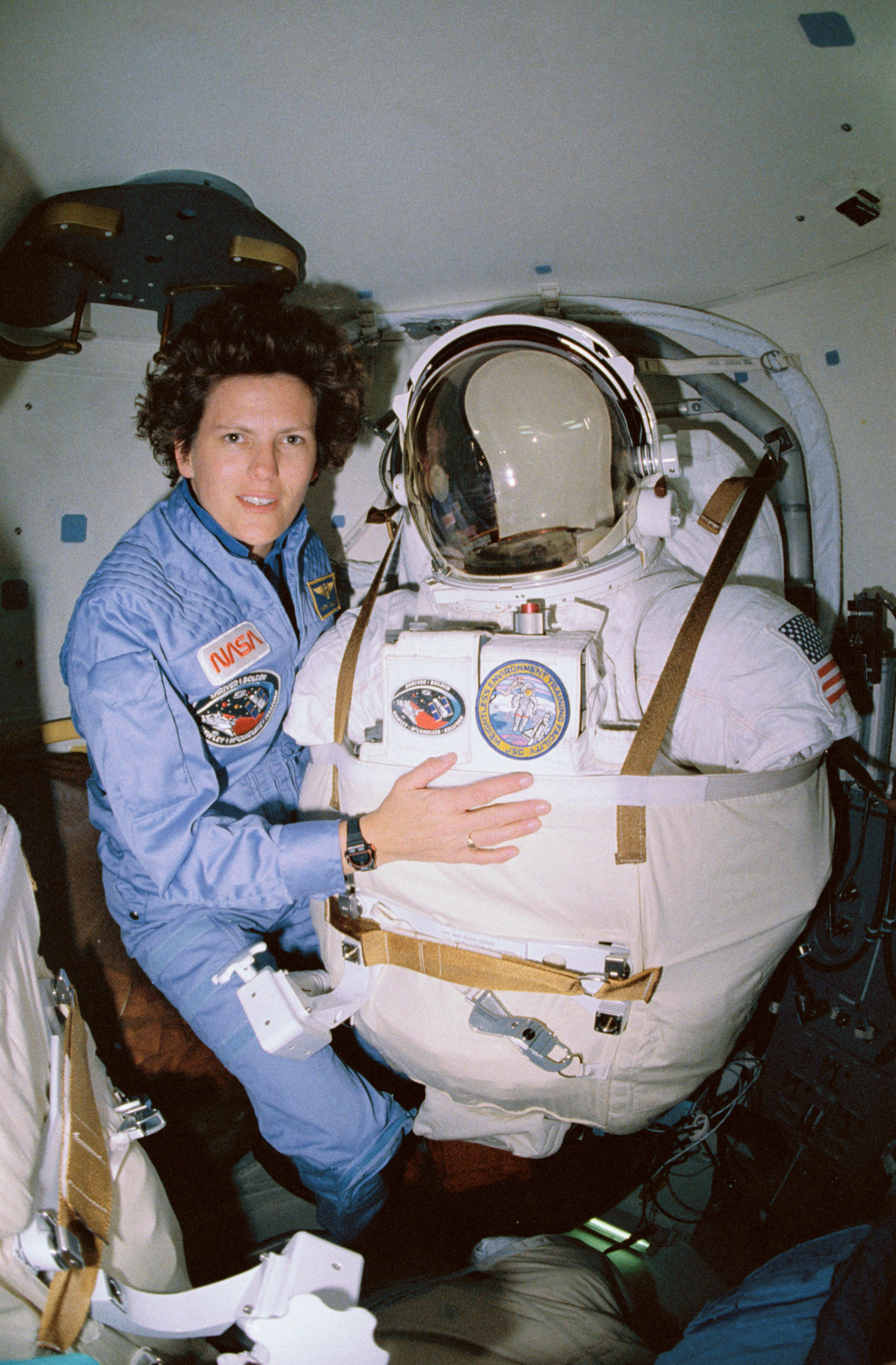
Kathy Sullivan dans la navette en 1990.

Kathy Sullivan entre en 1969 au lycée de Woodland Hills, Californie. Elle obtient un bachelor en sciences de la Terre à l'université de Californie, à Santa Cruz en 1973, puis un doctorat en géologie à l'Université Dalhousie en 1978.
En 1988, elle rejoint l'United States Navy Reserve en tant qu'officier océanographique et prend sa retraite avec le grade de capitaine en 2006. Elle a servi comme directrice scientifique pour la National Oceanic and Atmospheric Administration. Avant d'être à la NASA, elle a travaillé en Alaska comme océanographe.
Elle a volé sur trois navettes spatiales et a enregistré 532 heures dans l'espace.
Après avoir quitté la NASA, le Dr Sullivan a été présidente et chef de la direction de la société COSI Columbus, un centre interactif de la science à Columbus, Ohio et directrice de l'université d'État de l'Ohio.
En 2004, elle a été intronisée au Temple de la renommée des astronautes.
En janvier 2011, la Maison-Blanche a envoyé au Sénat la nomination de Kathie Sullivan par le président Barack Obama pour être secrétaire adjointe du Commerce. Elle y a été nommée en décembre 2010, mais le Sénat n'ayant pas approuvé sa nomination, la Maison-Blanche a renouvelé les demandes officielles.
Le 4 mai 2011, le Dr Sullivan a été admise à l'unanimité par le Sénat américain et nommée par le président Obama comme secrétaire adjointe au Commerce pour l'observation de l'environnement et de la prévision et administratrice adjointe de la National Oceanic and Atmospheric Administration.
Du 1er mars 2013 au 20 janvier 2017, elle est sous-secrétaire au Commerce pour les Océans et l'Atmosphère, et également administratrice de la NOAA au sein de l'administration Obama. Elle est confirmée par le Sénat le 6 mars 2014.

## Vols réalisés
Elle réalise 3 vols :
- 5 octobre 1984 : Challenger (STS-41-G)
- 24 avril 1990 : Discovery (STS-31)
- 24 mars 1992 : Atlantis (STS-45)